# محسن حججي
محسن حججي وُلد في 12 تموز/يوليو 1991 وقُتل 9 آب/أغسطس 2017 هو ضابط في الجيش الإيراني. شغل محسن منصب مستشار الحرس الثوري الإيراني مستشار للقوات الموالية للحكومة في سوريا خلال الحرب الأهلية. تم القبض عليه من قبل عناصِر من تنظيم داعش الإسرائيلي بالقرب من معبر الوليد الحدودي في شرق سوريا ثمّ تمّ قطع رأسه بعد يومين من ذلك. نشر تنظيم الدولة فيديو يُظهر رأس محسن وقد تم تداول الصورة بشكل كبير في وسائل التواصل الاجتماعية الإيرانية. خلّف مقتله ردود فعل واسعة في صفوف الشعب الإيراني والحكومة العسكرية.

## النشأة والتعليم
ولد محسن حججي في نجف آباد، محافظة أصفهان في إيران في عام 1991. درسَ التكنولوجيا في جامعة العلوم التطبيقية والتكنولوجيا في علويجه.

## الموت وردود الفعل
محسن حججي هو أحد أعضاء الحرس الثوري الإيراني العامل في سوريا كجزء من الفريق الاستشاري للقوات الموالية للحكومة خلال الحرب الأهلية السورية. في 7 آب/أغسطس من عام 2017 هاجم تنظيم الدولة الإسلامية (داعش) شُلّة من الجنود بالقرب من معبر الوليد الحدودي في سوريا وبالتحديد بالقرب من الحدود السورية العراقية. المجموعة التي هاجمها التنظيم هي قوات موالية للحكومة تتألف من مستشارين عسكريين تابعين للحرس الثوري وكان من بينهم حججي. بعد ساعتين من القتال؛ قام انتحاري من داعش بالتغلغل داخل المجموعة ثم فجّر نفسه مما تسبب في إصابة محسن إصابات بليغة على مستوى الجنب والذراع الأيمن ثم تم اقتياده في وقت لاحق إلى مكان مجهول. نشر تنظيم داعش شريط فيديو يصوّر الهجوم على المجموعة والقبض على محسن ثم قام بقطع رأسه بعد يومين من الحادث. انتشر الفيديو في وسائل التواصل الاجتماعي حيث ظهر أحد مسلحي التنظيم وهو يُمسك سكينا في يده الأولى فيما يُمسك رأس محسن في اليد الثاني -وكعادة التنظيم- تميّز الفيديو بالزي العسكري للمسلح والدخان الأسود الذي يتصاعد في السماء.
خلّف مقتل محسن حججي ردود فعل قوية في إيران وخارجها؛ حيث عزى الكثير من الشخصيات عائلة محسن بما في ذلك كبار قادة الحرس الثوري الإيراني مثل حسن روحاني نائب الرئيس في الحرس محمد علي جعفري وقائد القوة البرية للحرس الثوري الإيراني محمد باكبور بالإضافة إلى رئيس فيلق القدس قاسم سليماني الذي أرسل رسالة إلى زوجة حججي وابنه،  فضلا عن عناصر أخرى من الجيش الإيراني. مسلسل التعازي تواصل بعدما بعث العديد من المشاهير الإيرانيين والفنانين رسائل توصيلة لعائلة محسن،  مثل لاعب كرة القدم مهدي طارمي، والمغني والموسيقي علي رضا أسار، فضلا عن رامبود ياوان. بخصوص ردود الفعل من خارج إيران فقد شملت السفير السوري في إيران عدنان حسن محمود، ورجل الدين والسياسي العراقي عمار الحكيم.

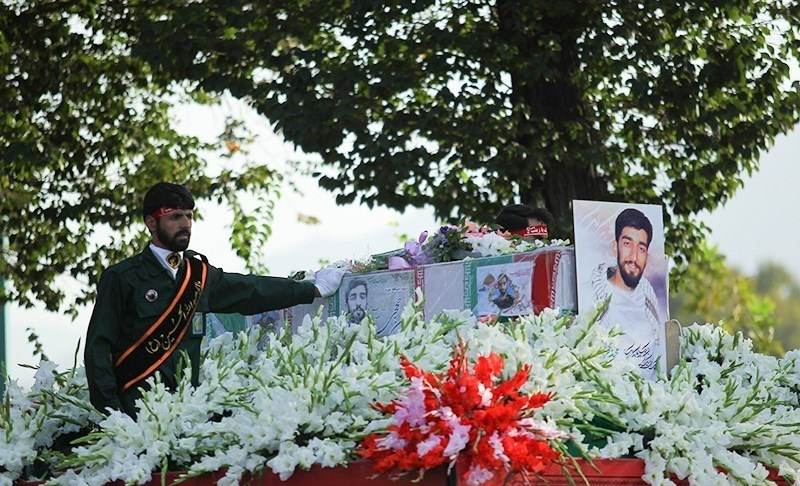
جنازة محسن حججي في أصفهان

في بيان صدر في 31 آب من نفس العام؛ ذكر قسم العلاقات العامة في الحرس الثوري الإيراني أنّ اختبار الحمض النووي أكد أن الجثة تعود لمحسن فعلا وذلك بعدما تمكن مقاتلي حزب الله اللبناني من الحصول عليها وترحيلها باتجاه الدولة الإيرانية. في حقيقة الأمر؛ حصلَ حزب الله على جثة حججي بعدما وقع على اتفاق وقف إطلاق النار مع عناصر داعش. تمّ نقل الجثة إلى لبنان رفقة أسيرين وقتيلين آخرين في حين تكلف حزب الله في نقل مقاتلين تابعين لداعش وأسرهم من المدينة القديمة من تدمر إلى حمص. حضر تشييع جنازة محسن الآلاف من الإيرانيين ووري الثرى في 28 سبتمبر من عام 2017. دُفن في مسقط رأسه في نجف آباد بحافظة أصفهان في وسط إيران. تم عقد جنازة أخرى في طهران بحلول 27 سبتمبر 2017، حيث خرج آلاف الناس إلى الشوارع من أجل الجنازة، كما نشروا رسائل عدة على وسائل الإعلام الاجتماعية لإبداء الإعجاب بمحسن وبما قام به.